# 渡辺勘吉
渡辺 勘吉（わたなべ かんきち、1910年（明治43年）1月2日 - 1988年（昭和63年）10月31日）は、日本の政治家。参議院議員（1期、日本社会党）。

## 経歴
岩手県花巻市出身。1950年小樽高等商業学校卒。岩手県産業組合連合会に入り、同県信連、同県中央会各参事、全国農業会企画部長、全国農協中央会農政部長などを歴任する。1962年の参院選で日本社会党公認で岩手地方区から立候補し、現職の千田正らを破って当選する。参議院議員は1期務め、1968年の参院選で落選した。落選後の1971年の花巻市長選挙に無所属で立候補したが、現職の八重樫利康に敗れた。1980年春の叙勲で勲三等旭日中綬章受章。1988年10月31日死去、78歳。死没日をもって正五位に叙される。